# Nádrai Andor
Nádrai Andor (Arad, 1904. november 15. – Budapest, 1965. május 9.) orvos, gyermekorvos, az orvostudományok kandidátusa (1952).

## Életpályája
1928. október 27-én a budapesti Pázmány Péter Tudományegyetemen avatták orvosdoktorrá. Ezután a budapesti Fehérkereszt Gyermekkórház orvosaként működött. 1932-ben gyermekgyógyászatból szakvizsgát tett. 1933-ban iskolaorvosi és egészségtanári képesítést szerzett. 1934–1941 között a pécsi Erzsébet Tudományegyetem Orvostudományi Karának Gyermekgyógyászati Klinikáján dolgozott. 1936-ban Németországban (Berlin, Würzburg) volt tanulmányúton. 1940-ben a csecsemő és gyermekkori szívbetegségek című tárgykörből egyetemi magántanárrá képesítették. Az 1940-es évek első felében Szatmárnémetiben, majd a budapesti Róbert Károly körúti kórházban a gyermekosztály főorvosa volt. 1945-től újra a Fehérkereszt kórházban, majd a Magdolnavárosi Állami Kórházban dolgozott. 1949-től a Kútvölgyi úti Állami Kórház gyermekosztályát vezette. 1949 júliusától a II. sz. Gyermekklinika, 1954-től a budapesti Honvéd Tiszti Kórház Gyermekosztályának főorvosa volt orvos-alezredesi rangban. 1954-ben betegsége miatt leszerelt; 1965-ig a II. sz. Gyermekklinikán mint egyetemi docens dolgozott.
Tudományos munkásságának témaköre a csecsemő- és gyermekkori szívbetegségek EKG eltéréseinek tanulmányozása és értékelése diagnosztikus és terápiás szempontból.
1936. január 15-én Pécsett házasságot kötött Winkler Ágnessel.
Temetése a Farkasréti temetőben történt. (7/8-1-126.)

## Művei
- A vörösvérsejtsüllyedés a gyermekkori rheumás betegségeknél (Gyógyászat, 1936)
- A malária kezelése plasmochinnal (1936)
- Az angolkór gyógyítása D-vitamin nagy adagjának egyszeri izomzatba fecskendezésével (1937/44)
- Ephedrin és luminal bőr alá fecskendezése után támadt bőrelhalások (1938)
- A csecsemő- és gyermekkori szívbetegségek és azok megelőzése (Anya- és Csecsemővédelem, 1938)
- Die respiratorische Arrhythmie bei Diphtherie. Annales Paediatrici (Jahrbuch für Kinderheilkunde) 35. (1938)
- Rachitis-Heilung durch einmalige grosse intramusculare Dosis von D-vitamin. Archiv für Kinderheilkunde (1938)
- Der therapeutische Wert des D3-Vitamins. Archiv für Kinderheilkunde (1939)
- Die Elektrokardiographie im Kindesalter (Ergebnisse der inn. Med. u. Kinderheilkunde, 1941)
- Csecsemőgondozónők és gyermekápolónők tankönyve (Lukács Józseffel; Budapest, 1955)
- A rheumás pneumonia (Gyermekgyógyászat; 1961/8. 245-252)
- Adatok a pitvarsövényhiány Ekg-diagnosztikájához (Gyermekgyógyászat, 1964/6. 161-176)

## Díjai, elismerései
- Magyar Népköztársasági Érdemrend (1949)[6]